# روبن غايلورد
روبن غايلورد (بالإنجليزية: Reuben Gaylord)‏ هو مبشر أمريكي، ولد في 28 أبريل 1812 في نورفولك في الولايات المتحدة، وتوفي في 10 يناير 1880 في Fontanelle, Nebraska ‏ في الولايات المتحدة.